# Fight Night Round 4
Fight Night Round 4 è un videogioco sportivo che simula combattimenti di pugilato, seguito dei videogiochi Fight Night Round 3, Fight Night Round 2 e Fight Night 2004. Il gioco è sviluppato e pubblicato da Electronic Arts nel 2009 per PlayStation 3 e Xbox 360. La copertina del gioco raffigura Muhammad Ali e Mike Tyson.

## Caratteristiche
Ci sono state migliorie della grafica e sulle modalità di gioco. Le meccaniche alla base di ogni incontro hanno subito una rivisitazione completa: Fight Night Round 4 presenta diverse novità rispetto al capitolo precedente.
La mentalità ed il comportamento dei pugili in un incontro varia, al contrario dei capitoli precedenti: l'avversario si adatterà alle caratteristiche del giocatore con il progredire dei round; le proporzioni dei pugili condizionano ogni match e obbligano il giocatore a combattere in maniera differente a seconda di quale pugile viene utilizzato. Bisognerà quindi variare la propria strategia e di conseguenza dare combinazioni diverse di pugni. Anche gli aspetti grafici e tecnici del gioco hanno subito migliorie: ad eccezione di Rocky Marciano e di poche altre leggende del passato, nel gioco sono presenti quasi tutte le categorie ufficiali della boxe professionistica e ogni classe di peso ha i suoi campioni, da Muhammad Ali a Sugar Ray Leonard, da Roy Jones Jr. a Shane Mosley.
Per il commento degli incontri sono presenti Joe Tessitore e Teddy Atlas.

## Modalità di gioco

### Modalità Legacy
Una delle nuove modalità incluse nel videogioco è la Legacy Mode.
Questa nuova modalità permette di creare un pugile da zero oppure di selezionare un pugile reale.
All'inizio si partirà dal basso: si gareggerà in un torneo da dilettanti, dopo il quale si entrerà tra i professionisti. La modalità Legacy è strutturata molto realisticamente: dopo ogni combattimento il nostro pugile passerà un periodo indeterminato di convalescenza e per ottenere le simpatie del pubblico bisognerà combattere nel modo più pulito possibile.
Se il pubblico è dalla tua parte il tuo atleta sarà più determinato a vincere rispetto all'avversario. Sarà presente un calendario degli incontri, nel quale sarà il giocatore a programmare i propri incontri e le proprie sessioni di allenamento, utili per aumentare le statistiche del pugile selezionato all'inizio della Legacy. Il nostro atleta, infatti, partirà con statistiche medie. All'inizio solo pugili poco quotati accetteranno le sfide lanciate dal giocatore, ma iniziando una serie di vittorie consecutive, ci si potrà ritagliare uno spazio fra i migliori, sfidando prima pugili più conosciuti e forti e poi il campione in carica, per tentare di rubargli il titolo.

### Allenamento
La modalità allenamento è utile per apprendere le basi tecniche. Si arriverà così in palestra, dove si impareranno ad utilizzare i comandi del gioco.

## Pugili
In Fight Night Round 4 è possibile utilizzare 48 pugili. Inizialmente doveva essere presente anche il peso massimo Rocky Marciano, ma pare alcune questioni di copyright abbiano impedito alla EA Sports di introdurre questo personaggio.
Il roster di Fight Night Round 4 comprende:
Pesi Massimi
- Muhammad Ali
- Eddie Chambers
- George Foreman
- Joe Frazier
- Lennox Lewis
- Tommy Morrison
- James Toney
- Mike Tyson

Pesi Medio-Massimi
- Tomasz Adamek
- Joe Calzaghe
- Roy Jones Jr.
- Anthony Mundine
- Jermain Taylor

Pesi Medi
- Amin Asikainen
- Marvin Hagler
- Jake LaMotta
- Carlos Monzón
- Sergio Mora
- Kelly Pavlik
- Cory Spinks
- Sugar Ray Robinson
- Ronald Wright
- Arthur Abraham

Pesi Welter
- Emanuel Augustus
- Julio César Chávez
- Kermit Cintron
- Miguel Cotto
- Vivian Harris
- Ricky Hatton
- Thomas Hearns
- Ray Leonard
- Paulie Malignaggi
- Shane Mosley
- Victor Ortiz
- Manny Pacquiao

Pesi Leggeri
- Marco Antonio Barrera
- Nate Campbell
- Diego Corrales
- Roberto Durán
- Arturo Gatti
- Robert Guerrero
- Vinny Paz
- Pernell Whitaker

Pesi Piuma
- Yuriorkis Gamboa
- Érik Morales

Pesi Gallo
- Billy Dib
- Fernando Montiel

Pesi Mosca
- Jorge Arce
- Nonito Donaire

DLC 1 "Boxer Pack" - scaricabile a pagamento
- Óscar de la Hoya
- Vitali Klitschko
- Wladimir Klitschko
- James Toney (versione alternativa)
- George Foreman (versione alternativa)

DLC 2 "Boxer Pack II" - scaricabile a pagamento
- Bernard Hopkins
- Evander Holyfield
- Sonny Liston

## Demo
Nei primi giorni di giugno 2009 è stata pubblicata una demo del gioco, nella quale era possibile disputare un incontro tra Ricky Hatton e Manny Pacquiao.

## Arene
Di seguito una lista parziale delle arene presenti nel gioco:
- MGM Grand
- Thomas & Mack Centre
- Staples Center
- Boardwalk Hall
- Metro Manila Arena
- Mexico City Plaza

## Contenuto scaricabile
Il 28 luglio 2009 è stato distribuito il primo gruppo di contenuti scaricabili di Fight Night Round 4. Il download è gratis e comprende una nuova palestra di allenamento, nuovi accessori e una versione alternata di Sugar Ray Leonard.
Verso la fine del mese di agosto è stato reso disponibile un nuovo pacco di contenuti, comprendenti nuovi guantoni e nuovi pantaloncini. In contemporanea è stato reso disponibile anche il Boxer Pack, un nuovo pacchetto scaricabile a pagamento e comprendente nuovi pugili, tra cui Óscar de la Hoya, Vitali Klitschko e Wladimir Klitschko, e versioni alternate di James Toney e George Foreman. Il Boxer Pack è disponibile dal 27 agosto 2009 sul Marketplace di Xbox 360 e sul PlayStation Store di PS3.
Il 2 novembre EA ha annunciato l'arrivo di un nuovo pacco di contenuti. Agli inizi del mese di dicembre è difatti uscito un nuovo pacco di contenuti scaricabili a pagamento, comprendente Bernard Hopkins, Evander Holyfield, Sonny Liston e due nuove modalità. Il pacchetto è sempre disponibile sul PlayStation Store e sul Marketplace.

## Trofei
In Fight Night Round 4 sono presenti 21 trofei, più precisamente 4 di bronzo, 9 d'argento, 7 d'oro e uno di platino. La lista completa dei trofei viene riportata qui sotto:

### Trofei di bronzo
- Get in the ring – Vinci un incontro (Fight Now) contro il CPU.
- New blood – Importa un pugile nella Legacy Mode.
- You're in the game – Crea un pugile inserendo una tua foto con il PlayStation Eye.
- Pain brings glory – Vinci un incontro nel campionato del mondo online.

### Trofei d'argento
- Walk like 10 men – Vinci 10 incontri (Fight Now) contro il CPU.
- Knock a sucker out – Vinci un incontro (Fight Now) tramite KO contro il CPU.
- Echo Trunk challenge – Sconfiggi Miguel Cotto in un incontro (Fight Now) in difficoltà pro.
- Man up Manny – Sconfiggi Manny Pacquiao in un incontro (Fight Now) in difficoltà campione.
- The road is long – Vinci 10 incontri in modalità Legacy.
- Undefeated – Vinci 5 incontri consecutivi in modalità Legacy.
- Solid contender – Vinci 5 incontri online classificati.
- A force to reckon with – Vinci 10 incontri online classificati.
- Comeback kid – Vinci un incontro online classificato dopo aver subito 2 KD.

### Trofei d'oro
- David and Goliath – Sconfiggi Mike Tyson in un incontro (Fight Now) in difficoltà G.O.A.T.
- King of the Rope-a-dope – Sconfiggi Muhammad Ali in un incontro (Fight Now) in difficoltà G.O.A.T.

- The champ is here – Vinci una cintura in una classe di peso singola (Modalità Legacy).
- GOAT – Ritirati come il più grande di tutti i tempi (Modalità Legacy).
- XXL – Vinci la cintura dei pesi massimi nel campionato del mondo online.
- XL – Vinci la cintura dei pesi medi nel campionato del mondo online.
- L – Vinci la cintura dei pesi leggeri nel campionato del mondo online

### Trofeo di platino
- Platinum Trophy – Ottenere tutti i trofei del gioco.